# Бояджиева къща (Пандели Бояджиев)
Бояджиевата къща (на гръцки: Οικία Βογιατζή) е къща в град Лерин, Гърция.

## Местоположение
Къщата е разположена на булевард „Елевтерия“ на десния бряг на Сакулева. Принадлежи на Пандели Бояждиев. В съседство са къщите на братята на Пандели Бояджиев – тази на Хараламби и тази на Тодор.

## История
Къщата е построена в 1899 година. Тук заедно със съседните къщи са снимани филмите на Тео Ангелопулос „Пчеларят“ и „Нерешителната стъпка на щъркела“ с участието на Марчело Мастрояни.

## Архитектура
Сградата е в традиционен възрожденски стил, на два етажа с чардак.